# L'Amour (película)
L'Amour, también conocido como Andy Warhol's L'Amour, es una película experimental escrita y dirigida por Andy Warhol y Paul Morrissey del año 1973.
La película fue filmada en septiembre de 1970 y estrenada el día 10 de mayo de 1973,con los protagonistas: Patti D'Arbanville, Karl Lagerfeld, Donna Jordan, Michael Sklar y Jane Forth.

## Argumento
Donna y Jane son dos hippies estadounidenses que van a París en busca de sexo y romance, pero, principalmente, a la busca de maridos ricos. Eventualmente, Donna encuentra un industrial perfumista, llamado Michael, que desea casarse con ella bajo una condición: que ella acepte dividir con él la amistad especial que él mantiene con Max, un gigolô local.